# Czon
Czon är en pseudonym för en idag verksam konstnär med inriktning på fotokonst, skräckromantik och gatukonst. Czon är konstnärlig ledare för ett anonymt konstkollektiv med medlemmar från olika delar av Sverige som kallar sig Underground will take over. Enligt uppgift i Hallandsposten kommer de från Halland, Blekinge och Bohuslän. Czon har uppgett till Expressen att anonymiteten dels är för att fokus ska vara på konsten och för att en av gruppens metoder är olaglig utsmyckning av det offentliga rummet.
Czon har på olika platser runt om i Sverige satt upp så kallade "kulturhistoriska sevärdhetsskyltar" för oknytt, sägner och folktro. Företeelsen startade hösten 2011 med sex skyltar vid välbesökta platser på Öland.  Senare har även kulturhistoriska skyltar kommit upp utanför Falkenberg med vad som sägs vara Sveriges sista häxbränning. Man har även försökt uppmärksamma allmänheten på oknytten genom ett kuppförsök på Hallands konstmuseums vårsalong 2013. Gruppen dementerade dock att man var inblandade, men gillade tilltaget och deltog sedan 2016 som ordinarie utställare.
Czon blev under 2013-2014 inbjuden som Artist-in-residence två gånger till Tyskland och Mecklenburg inspiert där han nu finns permanent utställd på bland annat Teufelsberg och Polarn Stern galleri.
Hösten 2014 byggde Czon och hans kollektiv Underground en två ton tung staty som föreställde en legend/saga i Falkenberg, den så kallade "Ätrajungfrun" varefter de bjöd in människor till utsättningen. En stor krambil satte ut statyn framför ett antal journalister och specialinbjudna gäster, inklusive visförfattaren Alf Hambe.
Sedan 2015 finns han i Sverige representerad på Per Gessle/Lars Nordins galleri Tres Hombres Art på Hotel Tylösand.
2018 satte kollektivet upp en skylt med en sjöjungfru vid stranden i Falkenberg som togs bort efter några dagar. Det ledde till viss uppmärksamhet och en namninsamling för att få skylten på plats igen.

## Utställningar
- Artists in residenz, samlingsutställning på Kunsthalle Kuhlungsborn (Tyskland) 2014-03-07 - 2014-03-24
- Essence of Mecklenburg, samlingsutställning på Galleri Polar Stern (Tyskland) 2013-12-10 - 2013-01-12
- Artist in residence, samlingsutställning Mecklenburg Inspiriert (Tyskland) okt 2013 - jan 2014
- Vårsalongenen, samlingsutställning på Hallands Konstmuseum 2013-03-12 t.o.m. 2013-05-12
- Blod, Vampyrer, Varulvar Utvandrarnas Hus 2013-03-16 - 2013-08-26[6][7]
- Vampyrer, samlingsutställning på Hallands kulturhistoriska museum, 2012-05-31 t.o.m. 2012-09-30
- Så nära som ingen får gå/Underground will take over, Kultur Dag & Natt - Varberg 2012
- Oknytt & andra förföriska väsen från Öland, Galleri Blå Porten 2011[1]